# Dead or Alive 3 (jeu vidéo)
Pour les articles homonymes, voir Dead or Alive.
Dead or Alive 3 (DOA3) est un jeu de combat de Tecmo sorti sur Xbox en 2001. Il est le troisième volet de la série des Dead or Alive  créée en 1996 par Tecmo, et plus précisément par la Team Ninja (branche annexe de Tecmo). Ce jeu vidéo est considéré comme l'un des plus aboutis graphiquement car un des buts de la Team Ninja est de toujours proposer des jeux beaux et novateurs. Ce volet est sorti en 2001 en même temps que la console Xbox aux États-Unis. DOA3 est l'un des premiers jeux vidéo à proposer un son en Dolby Digital.

## Trame
Le précédent tournoi de Dead or alive 2 avait permis à Ryu Hayabusa de mettre un terme aux agissements de Tengu. Malheureusement, Tengu réussit à détruire une bonne partie du monde. Cette destruction planétaire a produit un épais nuage de poussière emprisonnant toute la planète dans une ombre noire. Pendant ce temps, la DOATEC est devenue incontrôlable, se transformant en un champ de bataille attirant tous les assoiffés de pouvoir. À ce moment, leur département de recherche, une véritable forteresse de technologie militaire avancée, est devenue le théâtre de la réussite d'un génie. Après la réussite des projets Alpha et Epsilon, Donovan a acheté le projet Oméga, visant à produire un surhomme. Le fruit de sa création a été appelé Genra. Ce surhomme a été dans le passé chef de Hajin Mon Ninja avant de devenir un monstre. Cette "chose" est une force unique et inconnue jusqu'alors.

## Système de jeu
Le jeu se déroule dans diverses arènes de combat à l'intérieur desquelles les différents protagonistes doivent combattre jusqu'au KO de l'un des personnages significatif de victoire pour le survivant. Les combats se déroulent généralement en plusieurs manches ou rounds et il faut donc remporter un certain nombre de manches pour gagner. Les arènes sont interactives c'est-à-dire que les éléments du décor peuvent être utilisés pour remporter le combat (ex : en projetant un adversaire contre un arbre il perdra plus de point de vie) ce qui est l'un des éléments novateurs et intéressants. Il est bon de noter que la particularité du jeu est aussi de proposer des arènes sur plusieurs étages.

## Personnages
- Ayane
- Bass Armstrong
- Bayman
- Gen Fu
- Helena Douglas
- Kasumi
- Jann Lee
- Leifang
- Leon
- Ryu Hayabusa (personnage issu de la série Ninja Gaiden)
- Tina Armstrong
- Zack
- Brad Wong (nouveau personnage dans la série)
- Christie (nouveau personnage dans la série)
- Hayate (nouveau personnage dans la série)
- Hitomi (nouveau personnage dans la série)
- Ein (personnage déblocable)

Boss : Genra/Omega

## Accueil
- Jeuxvideo.com : 16/20[1]